# Manuela Naveau
Manuela Naveau (* 1972 als Manuela Pfaffenberger) ist eine österreichische Künstlerin und Professorin für Critical Data & Interface Culture an der Kunstuniversität Linz. Ihr Arbeits- und Wohnsitz ist Linz.

## Leben
Naveau studierte an der Kunstuniversität Linz. 1997 wurde sie als Künstlerin und Kuratorin national und international tätig. 2003 kehrte sie nach Linz zurück, um als Kuratorin und Projektmanagerin für die Ars Electronica zu arbeiten. Gemeinsam mit dem künstlerischen Geschäftsführer der Ars Electronica Linz GmbH, Gerfried Stocker, entwickelte sie die Abteilung Ars Electronica Export, die sie seitdem auch operativ leitet.
Neben ihren Aufgaben bei der Ars Electronica forscht Naveau im Rahmen einer PhD-Arbeit über „Crowd & Art“, wörtlich „neue Formen der Partizipation an künstlerischen Prozessen über das Medium Internet sowie deren Einfluss auf eine sich im Wandel befindliche künstlerische Praxis.“
Sie ist seit 2010 mit Nicolas Naveau verheiratet, mit dem sie einen Sohn (* 2009) und eine Tochter (* 2013) hat.